# Instytut Politologii Uniwersytetu Wrocławskiego
Instytut Politologii Uniwersytetu Wrocławskiego – jednostka dydaktyczno-naukowa należąca do struktur Wydziału Nauk Społecznych UWr.

## Historia
Początki instytutu sięgają 1965, kiedy to przy Wydziale Prawa utworzone zostało Studium Nauk Politycznych. Zostało ono przekształcone w Instytut Nauk Politycznych w 1969. W 1974 rozpoczął kształcenie na kierunku nauki polityczne. Obecnie realizuje studia na kierunku politologia w języku polskim i angielskim oraz na kierunku polityka publiczna. Instytut obecnie wydaje dwa czasopisma naukowe („Wrocławskie Studia Politologiczne” i „Polish Political Science Review”) oraz prowadzi badania między innymi w sferze: stosunków międzynarodowych, myśli politycznej, teorii polityki, historii, komunikowania i mediów, marketingu politycznego, polityki społecznej oraz systemów politycznych. W obszarze tym ukształtowała się na początku lat 90. ceniona tzw. wrocławska szkoła systemowa.
Polska Komisja Akredytacyjna wydała Instytutowi najwyższą ocenę w zakresie jakości kształcenia. W rankingu miesięcznika Perspektywy plasuje się wśród czterech najlepszych politologii w kraju. Instytut rozwija kontakty zarówno z krajowymi i zagranicznymi środowiskami naukowymi, przedstawicielami instytucji publicznych i politycznych, administracją, mediami, przedsiębiorcami oraz organizacjami trzeciego sektora. W 2012 Instytut znalazł się wśród zwycięzców konkursu Ministerstwa Nauki i Szkolnictwa Wyższego na przygotowanie najlepszych programów studiów opartych na Krajowych Ramach Kwalifikacji i dostosowanych do wymagań rynku pracy.

## Kierunki kształcenia
Instytut kształci studentów na kierunkach:
- politologia w języku polskim oraz angielskim
- zarządzanie projektami społecznymi
- zarządzanie bezpieczeństwem państwa

Ponadto instytut prowadzi następujące studia podyplomowe:
- Studium Podyplomowe dla Pracowników Samorządu Terytorialnego
- Studium Komunikowania i Kreowania Wizerunku Publicznego
- Studium Funduszy Strukturalnych Unii Europejskiej
- Podyplomowe Studium Kwalifikacyjne Wiedzy o Społeczeństwie
- Podyplomowe Studium Ochrony Praw Człowieka
- Podyplomowe Studia Zarządzania Kapitałem Ludzkim i Społecznym.

## Struktura organizacyjna
- Zakład Historii Najnowszej i Ruchów Społecznych
- Zakład Komunikowania Społecznego i Dziennikarstwa
- Zakład Międzynarodowych Stosunków Politycznych
- Zakład Systemów Politycznych i Administracyjnych
- Zakład Polityki Społecznej i Ekonomicznej
- Zakład Badań Aktywności Politycznej
- Zakład Teorii Polityki
- Zakład Społeczeństwa Obywatelskiego
- Zakład Badań nad Samorządnością Terytorialną
- Sekcja Projektów Badawczych i Dydaktycznych

## Władze
Kadencja 2024–2028:
- Dyrektor: dr hab. Dorota Moroń
- Zastępca dyrektora ds. nauki i rozwoju: dr hab. Kamil Glinka
- Zastępca dyrektora ds. kształcenia: dr hab. Małgorzata Madej
- Zastępca dyrektora ds. współpracy międzynarodowej: dr Katarzyna Zalas-Kamińska